# Racialización

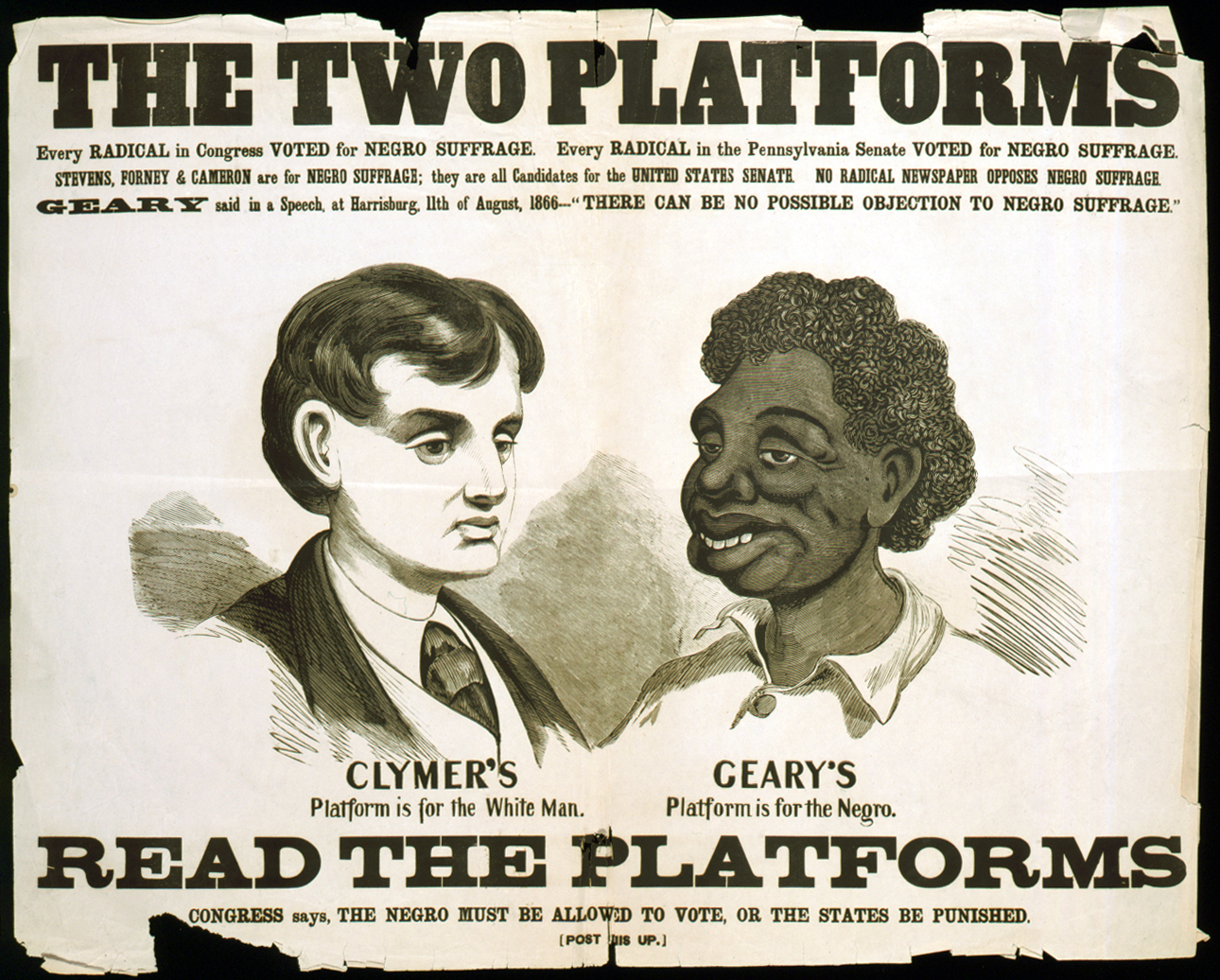
Un cartel de campaña política de Pensilvania para una plataforma de supremacía blanca, 1866.

En sociología, racialización, racialismo o etnización es el proceso de reducir las diferencias entre personas o grupos a características o apariencias que se suponen étnicas. Aunque las personas pueden identificarse a sí mismas con una identidad grupal, a menudo son etnificadas por otros que les atribuyen ciertas características o comportamientos debido a su identidad étnica asumida.
Se refiere a las relaciones sociales a las cuales los significados raciales están ligados; el uso del término enfatiza el proceso de creación de definiciones racistas y subraya la naturaleza construida, y no dada, de la raza.